# Francolí del mont Elgon
El francolí del mont Elgon (Scleroptila psilolaema elgonensis) és una espècie d'ocell de la família dels fasiànids (Phasianidae) que habita praderies a les muntanyes del centre de Kenya i est d'Uganda. Ha estat considerat una subespècie del francolí muntanyenc, però alternativament, alguns autors l'han considerat recentment una espècie de ple dret.